# حسين أباد سياه أب
حسين أباد سياه‌ أب (بالفارسية: حسین‌آباد سیاه‌آب) هي مستوطنة تقع في قسم دة عباس الريفي (مقاطعة اسلام شهر) في إيران. يقدر عدد سكانها بـ 69 نسمة .